# Predacija
Predacija u ekologiji opisuje jedan od oblika interakcije između dva bića u datom ekosistemu. Predator (grabljivac / grabežljivac) napada i jede svoj plen.
Predatori mogu, ali ne moraju ubiti svoj plen pre nego što ga pojedu. Ali čin predatora uvek, u krajnjoj liniji, izaziva smrt žrtve, a uzimajući plen i u delovima tela, on se unosi u telo predatora. Pravim predatorom se može smatrati ona životinja koja ubija i jede i druge životinje, ali mnoge životinje se ponašaju i kao predatori i kao lešinari.
Prema tome, predator je životinja koja lovi plen i jede druge životinje. Na primer, pauk jede muvu koju je uhvatio u svoju mrežu, ili grupa lavova jede bivola. Životinje koje predator lovi se nazivaju plen, a apeks predator (alfa predator) je ona koja nije žrtva drugih predatora.
Predatori su obično mesojedi ili svaštojedi (jedu biljke i druge životinje), loveći druge životinje za hranu. Primeri predatora su mačke, krokodili, zmije, vukovi, kitovi ubice, jastozi, ajkule, buba mare.

## Definicija
Na najosnovnijem nivou, predatori ubijaju i jedu druge organizme. Međutim, koncept predacije je širok, različito definisan u različitim kontekstima, i obuhvata širok spektar metoda ishrane; a neki odnosi koji dovode do smrti plena obično se ne nazivaju predacijom. Parazitoid, kao što je Ichneumonoidea, polaže jaja u ili na svog domaćina; iz jaja se izlegu larve, koje jedu domaćina, i on neumitno umire. Zoolozi generalno nazivaju ovo formom parazitizma, iako se konvencionalno smatra da paraziti ne ubijaju svoje domaćine. Može se definisati da se predator razlikuje od parazitoida na dva načina: on ubija svoj plen odmah; i tokom svog životnog veka ulovi mnogo plena (ima veliki broj žrtava), dok parazitoidna larva ima samo jedan, ili bar ima svoj izvor hrane obezbeđen samo jednom.
Postoje i drugi teški i granični slučajevi. Mikropredatori su male životinje koje se poput predatora hrane u potpunosti na drugim organizmima; ovim su obuhvaćene buve i komarci koji konzumiraju krv iz žive životinje, i lisne vaši koje konzumiraju biljni sok iz žive biljke. Međutim, pošto oni tipično ne ubijaju svoje domaćine, oni se obično smatraju parazitima. Životinje koje se hrane fitoplanktonom ili podlogom mikroba su predatori, jer oni konzumiraju i ubijaju te organizme kao hranu. Biljojedi koji se hrane lišćem nisu predatori, jer biljke kojima se hrane obično prežive. Međutim, kad životinje jedu seme (predacija semena ili granivorija) ili jaja (predacija jaja), one konzumiraju celokupne žive organizme, što ih po definiciji čini predatorima, iako nekonvencionalnog tipa: na primer, miš koji jede seme trave nema adaptaciju za praćenje, hvatanje i zatvaranje plena i njegovi zubi nisu prilagođeni za rezanje mesa.
Lešinari, organizmi koji jedino jedu organizme koji su već mrtvi, nisu predatori, mada mnogi predatori kao što su šakali i hijene lešinare kad se ukaže prilika. Među beskičmenjacima, društvene ose su lovci i lešinari drugih insekata.

## Taksonomski opseg
Dok su primeri predatora među sisarima i pticama dobro poznati, predatori se mogu naći u širokom rasponu taksona. Česti su među insektima, uključujući bogomoljke, viline konjice, mrežokrilce i muve-škorpije. Kod nekih vrsta kao što su vislokrilke, samo su larve predatorne. Pauci su predatorni, kao i drugi kopneni beskičmenjaci kao što su skorpije; stonoge; pojedine grinje, puževi i puževi golaći; nematodi; i planarski crvi. U morskim okruženjima, većina žarnjaka (npr., meduza, hidroida), rebnoša, bodljokošaca (npr., morskih zvezda, morskih ježeva, i morskih krastavaca) i pljosnatih crva je predatorno. Među rakovima, jastozi, krabe, škampi i  su predatorni, a zauzvrat rakovi su plen skoro svih glavonožaca (uključujući hobotnice, lignje i sipe).

## Predatori iz zasede
Predatori iz zasede su životinje mesojedi ili drugi organizmi, kao što su neke biljke mesožderke. Oni potajno postavljaju zasedu ili u lovu imaju (instinktivnu) strategiju, a uspješnost u lovu ne zavisi samo od brzine ili snage.
Ovi organizmi se obično sakrivaju i mirno čekaju plen da se pojavi na uočljivoj udaljenosti. Često su zaštitno obojeni, a mogu biti i samotnjaci. To može biti sigurnije za predatora, jer dok vreba manje se izlaže svojim predatorima.
Kada se predator ne može kretati brže od svojih žrtava, preferira sporiji plen i/ili čeka u „zasedi“, što mu daje veću šansu da bude efikasniji nego da je u potrazi. U suprotnom, aktivni lov obično je efikasniji. Međutim, postoje mnoge srednje strategije, kao što je na primer slučaj kada je teži predator od mogućeg plijena na maloj udaljenosti, ali ne u dugoj poteri, onda su u sklopu strategije potrebna uhođenja ili zasjede.
- Mladi crvenorepi jastreb jede voluharicu
- Lavica sa plenom
- Indijski piton guta odraslog jelena u Nacionalnom parku Mudumalai.
- Ženka zlatnog paukolikog raka (Misumena vatia) lovi ženku mušice pri parenju.
- Zlatni paukoliki rak (Misumena vatia)

## Literatura
- Gurr, Geoff M.; Wratten, Stephen D.; Snyder, William E. (2012). Biodiversity and Insect Pests: Key Issues for Sustainable Management. John Wiley & Sons. стр. 105. ISBN 978-1-118-23185-2.
- Curio, E. (1976). The ethology of predation. Berlin; New York: Springer-Verlag. ISBN 978-0-387-07720-8.
- Beauchamp, Guy (2012). Social predation : how group living benefits predators and prey. Elsevier. ISBN 9780124076549.
- Bell, W. J. (2012). Searching Behaviour : the behavioural ecology of finding resources. Springer Netherlands. ISBN 9789401130981.
- Barbosa, P.; Castellanos, I., ур. (2004). Ecology of predator-prey interactions. Oxford University Press. ISBN 978-0-19-517120-4.
- Caro, Tim (2005). Antipredator Defenses in Birds and Mammals. University of Chicago Press. ISBN 978-0-226-09436-6.
- Cott, Hugh B. (1940). Adaptive Coloration in Animals. Methuen.
- Curio, E. (1976). The ethology of predation. Springer-Verlag. ISBN 978-0-387-07720-8.
- Jacobs, David Steve; Bastian, Anna (2017). Predator-prey interactions : co-evolution between bats and their prey. Springer. ISBN 9783319324920.
- Rockwood, Larry L. (2009). Introduction to population ecology. John Wiley & Sons. стр. 281. ISBN 9781444309102.
- Ruxton, Graeme D.; Sherratt, Tom N.; Speed, Michael P. (2004). Avoiding attack : the evolutionary ecology of crypsis, warning signals, and mimicry. Oxford University Press. ISBN 9780198528593.